# Deutsches Meisterschaftsrudern 1981
Das 92. Deutsche Meisterschaftsrudern wurde 1981 in Essen ausgetragen. Wie im Vorjahr wurden insgesamt Medaillen in 18 Bootsklassen vergeben, davon 13 bei den Männern und 5 bei den Frauen.

## Medaillengewinner

### Männer
| Bootsklasse                           | Gold | Silber | Bronze |
| ------------------------------------- | --- | --- | --- |
| Einer                                 | Georg Agrikola (RV Rhenania Germersheim) | Peter-Michael Kolbe (Hammerdeicher RV) | Volker Nolte (RV Saar Undine) |
| Doppelzweier                          | RV Ingelheim 1920 Albert Hedderich Michael Dürsch | Ulmer RC Donau Raimund Hörmann Dieter Wiedenmann | Rgm. Frankfurter RG Oberrad 1879 / RV Cassel Stefan Piesik Dieter Baier |
| Zweier ohne Steuermann                | Mainzer RV von 1878 Heribert Karches Werner Hellwig | Rgm. Berliner RK Brandenburgia / Bonner RG Wolfgang Maennig Georg Konermann | Lübecker RK Christian Wolke Rüdiger Borchardt |
| Zweier mit Steuermann                 | Rgm. ETuF Essen / Berliner RC Peter Ippach Erhard Engelmann Stefan Quandt | Hannoverscher RC von 1880 Klaus Nitschke Christoph Fricke Stefan Siebert (Stm.) | Rgm. Hannoverscher RC von 1880 / Kölner RV von 1877 / RC Tegel 1886 Wolfram Thiem Gabriel Konertz Manfred Klein (Stm.) |
| Doppelvierer                          | Rgm. RV Ingelheim 1920 / Ulmer RC Donau Albert Hedderich Raimund Hörmann Dieter Wiedenmann Michael Dürsch | Rgm. RK Normannia Braunschweig / Duisburger RV / Berliner RC Welle Poseidon / RC Allemannia von 1866 Wolfgang Neuwerk Michael Lipok Falk Tonscheidt Andreas Reinke                                                          | Rgm. Frankfurter RG Oberrad 1879 / RV Rhenania Germersheim / RV Cassel Hartmut Schäfer Stefan Piesik Dieter Baier Georg Agrikola                                                                                               |
| Vierer ohne Steuermann                | Rgm. RC Hansa von 1898 / RC Witten Martin Sehrbrock Bernd Rosenberger Volker Grabow Guido Grabow | Lübecker RK Steffen Börms Matthias Borchardt Christian Wolke Rüdiger Borchardt | Mainzer RV von 1878 / Rüsselsheimer RK 08 Wolf-Rüdiger Kirsch Achim Erhard Werner Hellwig Heribert Karches |
| Vierer mit Steuermann                 | Rgm. Berliner RK Brandenburgia / Bonner RG / RR Uni Karlsruhe / Karlsruher RV Wiking / RK am Wannsee Georg Konermann Wolfgang Maennig Tillmann Probst Ingo Metzger Tom Kipping (Stm.)                                                      | Rgm. Hannoverscher RC von 1880 / Kölner RV von 1877 / RC Tegel 1886 Wolf-Dietrich Oschlies Wolfram Thiem Frank Schütze Gabriel Konertz Manfred Klein (Stm.)                                                                 | Rgm. Osnabrücker RV / TuS Bramsche / Kölner RV von 1877 Johannes Hafer Jens-Peter Zuther Andreas Bode Konrad Hünnefeld Torsten Bremer (Stm.)                                                                                   |
| Achter                                | Rgm. Würzburger RG Bayern / RG Marktheidenfeld / RC Karlstadt 1928 / RG München 1972 Joachim Clos Bernd Fleischmann Hermann Greß Ralf Thienel Michael Gentsch-Rajewski Dieter Göpfert Bruno Perner Dietmar Hamberger Rudolf Ziegler (Stm.) | Rgm. Osnabrücker RV / TuS Bramsche Martin Möllmann Brunon Derkes Andreas Schütte Ralf Kollmann Axel Wöstmann Thomas Möllenkamp Ferdinand Hardinghaus Hans-Günther Tiemann Torsten Bremer (Stm.)                             | Rgm. TV 1877 Essen-Kupferdreh / ETuF Essen / RG Benrath / Mindener RV von 1905 Holger Piontek Harald Freitag Georg Bauer Christian Schamberg Ingo Wienecke Jochen Berger Bert Honsel Michael Zimmermann Frank Hasselkuß (Stm.) |
| Leichtgewichts-Einer                  | Jörg Hötzel (SG Diepholz von 1870) | Hartmut Schäfer (RV Cassel) | Gerd Naujoks (RV Hoya von 1926) |
| Leichtgewichts-Doppelzweier           | RV Blankenstein Thomas Güntermann Gunter Saul | RK am Wannsee Ulrich Wagner Andreas Nowka | RK am Baldeneysee Peter Borghorst Andreas Fischer |
| Leichtgewichts-Zweier ohne Steuermann | Spandauer RC Friesen Martin Stöckmann Uwe Stöckmann | Gießener RG 1877 Norbert Kröck Hans Büsken | RK am Baldeneysee Thomas Rüth Frank Rogall |
| Leichtgewichts-Vierer ohne Steuermann | Rgm. RK am Wannsee / Spandauer RC Friesen Andreas Nowka Ulrich Wagner Martin Stöckmann Uwe Stöckmann | Rgm. RC Undine Radolfzell / RV Neptun Konstanz / RC Rheinfelden / Tübinger RV Fidelia Wolfgang Birkner Thomas Jäckel Christian Keller Dirk Ströber                                                                          | Rgm. RK am Baldeneysee / Gießener RG 1877 Norbert Kröck Hans Büsken Thomas Rüth Frank Rogall |
| Leichtgewichts-Achter                 | Rgm. RG Heidelberg 1898 / Limburger CfW / Gießener RG 1877 Thomas Rohmer Michael von Borstel Klaus Hommel Franz Bickel Rainer Fiedler Joachim Maier Matthias Schmortte Norbert Brunn Christoph Sohr (Stm.)                                 | Rgm. RK am Wannsee / Spandauer RC Friesen / RK am Baldeneysee / RV Blankenstein Thomas Güntermann Gunter Saul Andreas Fischer Peter Borghorst Andreas Nowka Ulrich Wagner Martin Stöckmann Uwe Stöckmann Tom Kipping (Stm.) | Rgm. Hannoverscher RC von 1880 / RG Angaria Hannover / RC Ernestinum-Hölty Celle Armin Göring Rüdiger Seebaß Ralf Aring Karsten Bromann Christian Bollwein Michael Dille Dirk Reinecke Hartmut Diel Jens Schöttker (Stm.)      |

### Frauen
| Bootsklasse                 | Gold | Silber | Bronze |
| --------------------------- | --- | --- | --- |
| Einer                       | Diana Imping (RK am Baldeneysee) | Petra Marshaus (RG Marktheidenfeld) | Sabine Dürkop (Lübecker Frauen-RG von 1907) |
| Doppelzweier                | Rgm. Hamburger RC von 1925 / Ulmer RC Donau Bärbel Reichmann Thea Gröll | Rgm. RK am Wannsee / RV Zell 1921 Ute Kumitz Andrea Lehmen                                                                                                 | Rgm. Hannoverscher RC von 1880 / Heilbronner RG Schwaben Maren Schüler Brigitte Hellmers                                                            |
| Zweier ohne Steuerfrau      | Rgm. SV Polizei Hamburg / RV Münster Ellen Becker Iris Völkner | Rgm. Frauen-RC Wannsee / Mindener RV Christel Lutter Karola Brandt                                                                                         | Dormagener RG Bayer Annette Storz Kerstin Rehders                                                                                                   |
| Doppelvierer mit Steuerfrau | Rgm. Hannoverscher RC von 1880 / Heilbronner RG Schwaben / Hamburger RC von 1925 / Neusser RV Brigitte Hellmers Maren Schüler Bärbel Reichmann Thea Gröll Doris Kuhlmann   | Rgm. RK am Wannsee / RV Zell 1921 / Kölner RV / RG Marktheidenfeld / Neusser RV Anne Dickmann Petra Marshaus Ute Kumitz Andrea Lehmen Anja Graupner (Stf.) | Rgm. RC Hansa von 1898 / ARC Rhenus Bonn / IGOR Offenbach Dorothea Cyss Regina Kleine-Kuhlmann Brigitte Koch Marion Koch-Reissmann unbekannt (Stf.) |
| Vierer mit Steuerfrau       | Rgm. Frauen-RC Wannsee / RV Münster von 1882 / Mindener RV von 1905 / SV Polizei Hamburg Karola Brandt Christel Lutter Ellen Becker Iris Völkner Kathrien Plückhahn (Stf.) | Rgm. RV Saar Undine / Dormagener RG Bayer / Heilbronner RG Schwaben Annette Storz Kerstin Rehders Christina Bruer Annette Wolter Heidrun Steiniger (Stf.)  | Rgm. Frauen-RV Freiweg Frankfurt / RTK Germania Köln Klaudia Hornung Klaudia Kupp Gisela Pitarek Evelyn Herwegh Uta Kroder (Stf.)                   |